# Metody rangowe
Metody rangowe – zbiór metod statystycznych, w których próba jest na wstępie rangowana, tzn. każda wartość każdej cechy jest zastępowana jej pozycją (rangą) na uporządkowanej rosnąco liście wszystkich wartości tej cechy, lub przynajmniej niezmienniczych ze względu na operację rangowania danych wejściowych.
Operacja taka sprawia, że zachowują się informacje o wzajemnych relacjach pomiędzy wartościami danej cechy, jednak niezależnie od rozkładów przed rangowaniem rozkład każdej cechy po rangowaniu jest identyczny (jednostajny) Niezależnie od rozkładu, z którego losowana jest próba, każda permutacja rang jest jednakowo prawdopodobna, co jest wykorzystywane w wielu testach statystycznych.
Właściwości te sprawiają, że metody rangowe w przeciwieństwie do metod parametrycznych:
- nie wymagają żadnych założeń dotyczących rozkładu w populacji,
- są odporne na obserwacje odstające,
- mogą przetwarzać zmienne na skali porządkowej.

Można je zatem stosować także w sytuacjach, gdy metody parametryczne zawodzą.
Z drugiej strony, jeśli populacja ma dobrze określony rozkład (np. normalny) i nie ma obserwacji odstających, metody parametryczne, jako bardziej wyspecjalizowane, dają zwykle lepsze wyniki.
Metody rangowe są szczególnym przypadkiem metod statystyki nieparametrycznej.